# BET teori
Brunauer-Emmett-Teller-teorin, ofta förkortad BET-teori, har som syfte att generalisera Langmuirs adsorptionsisoterm till att kunna hantera flera lager än ett. Langmuirs isoterm beskriver väl icke interagerande molekylers adsorption på en fast yta i termer av jämvikt och partialtryck, så länge denna adsorption är begränsad till ett mono-lager. För att denna restriktion skall gälla krävs en stark interaktion mellan adsorbat och yta som enbart observeras vid kemisorption. Inerta gaser som inte reagerar kemiskt med en yta kommer fortfarande att interagera med ytan med hjälp av Van der Waals-krafter. Till skillnad från kemisorption, som resulterar i ett nytt ämne vid ytan, så påverkar denna svaga interaktion inte den adsorberande molekylens egenskaper. Detta resulterar i att gasmolekyler likväl kan adsorbera på andra adsorbatmolekyler och bilda en vätskefas.
BET-isotermen skrivs ofta på formen
{\displaystyle {\frac {V_{\text{ads}}}{V_{\text{m}}}}={\dfrac {cx}{(1-x)(1+(c-1)x)}}}
där {\displaystyle c} är en konstant som beskriver den relativa bindningsaffinitet en substans har till ytan relativt sin egen vätskefas, där {\displaystyle x} är partialtrycket relativt ångtrycket för en substans och där {\displaystyle V_{\text{m}}} är gasvolymen associerad med ett mono-lager av adsorbat. När trycket partialtrycket och ångtrycket blir ekvivalenta så kondenserar substansen spontant vilket resulterar i oändlig adsorption